# 양태 (물고기)
양태(良太, Platycephalus indicus)는 양태과 양태속에 속하는 물고기로, 양태속의 모식종이다. 몸 길이는 최대 100 cm까지 자란다. 인도양부터 서부 태평양까지 폭넓게 서식하며, 심지어 수에즈 운하를 통과하여 지중해에서 발견된 적도 있다.
머리 모양이 납작하다. 평소에는 수심이 100 m 미만인 얕은 바다의 밑바닥에서 살다가, 산란기에는 수심이 더욱 얕은 곳으로 오기도 하고, 겨울에는 진흙이나 모래 바닥으로 들어가 월동한다. 대한민국의 황해안과 호남 지방에서는 장대라고도 한다. 여수에서는 양태찜이 유명하며 제사상에 올리기도 한다. 제주도에서도 양태를 장대라고 부르며, 무와 함께 국을 끓이거나 간혹 튀겨 먹기도 한다.